# 縄文語の発見
縄文語の発見（じょうもんごのはっけん）は、1998年5月に青土社から発刊された小泉保の著書。

## 概要
「弥生時代に日本列島で話されていた言語のうちの一つが今の日本語につながる」という推測に反対し、東北方言や琉球語などの比較により、現代の日本語から縄文時代に話されていた「縄文語」に由来する要素をとりだすことを試みる。

### 縄文語の定義
縄文語という語は、本文中においてそれほど詳細に定義がなされておらず、「縄文時代に日本列島で用いられていた言語」と述べられている。

## 構成
本書は6章からなる。1章では考古学的、2章では人類学的な用語の概要を説き、3章で日本語の系統論についてふれる。そして4,5,6章で本書の主題である縄文語について述べる。
- 第1章：縄文文化―考古学の立場から
- 第2章：縄文人―人類学の立場から
- 第3章：日本語系統論
- 第4章：縄文語の復元
- 第5章：弥生語の成立
- 第6章：縄文語の形成

### 第4章
縄文語を復元する方法として、比較言語学的な方法と、方言周圏論の二つを挙げる。そして二者を組み合わせて、辺境に分布する語を比較して得られる再構形を、縄文語の語形であるとし、その一例として東北、九州、琉球に分布する「あきづ（トンボ）」系の語を比較する。ついで東北方言の音韻の特徴について述べたあと、出雲方言に東北方言と音韻の類似する面があることに言及し、この裏日本的な音韻は、縄文語（裏日本縄文語）を受け継ぐものであるとする。

### 第5章
日本語方言のアクセント論を引いたのち、方言周圏論からして辺境に分布する一型アクセントこそが縄文語に由来する古いアクセントであるとする。そして京阪式アクセントが弥生語に、東京式アクセントが縄文語をつぐ一型アクセントと弥生語のアクセントの接触によるとする。

### 第6章
琉球諸方言の比較から琉球基語の母音を導き、これを縄文語の九州方言（九州縄文語）の母音と同じものであるとする。そして4章で見た裏日本縄文語と比較して、九州縄文語の母音体系から裏日本縄文語の母音体系が生じたのであろうと述べる。さらに十津川方言（奈良南部方言）のアクセントが東京式であることを引き、十津川方言が東京式アクセントをもつ理由を、中国～近畿～東海まで存在していた「表日本縄文語」が、弥生語の畿内への進出によって分断されたと推測する。

## 本書の評価
本書はこれまでに例を見ない「縄文語」という基層語を題材にしていることから、「革新的であると見られる」一方で、正統派言語学者からは批判の声もある。

## 書誌情報
旧装版
- 題名：縄文語の発見
- 著者：小泉保
- 発行年月：1998年5月
- 出版社：青土社
- 出版地：東京
- ISBN 4791756312

新装版
- 題名：縄文語の発見
- 著者：小泉保
- 発行年月：2013年6月
- 出版社：青土社
- 出版地：東京
- ISBN 479176708X